# ويليام توماس راسيل
ويليام توماس راسيل (بالإنجليزية: William Thomas Russell)‏ هو كاهن كاثوليكي أمريكي، ولد في 20 أكتوبر 1863 في بالتيمور في الولايات المتحدة، وتوفي في 18 مارس 1927.